# Ex (textový editor)
ex (zkratka pro EXtended) je řádkový editor pro unixové systémy, který napsal Bill Joy v roce 1976. Původní program napsal Charles Haley.
Původní editor ex byl pokročilou verzí standardního unixového editoru ed, obsaženého v Berkley Software Distribution. Editor ex je velice podobný editoru ed s výjimkou toho, že některé přepínače a možnosti jsou více uživatelsky přívětivé.
Ex nakonec dostal vizuálně orientované rozhraní (přidáním příkazů pro orientované operace), čímž se stal předchůdce textového editoru vi. Často je ex implementován jako součást programu Vi. Spousta variant Vi má stále „Ex mode“, který vyvolá možnost použití některých příkazů ex. I přes překrývání funkcionality ex a vi, mohou být některé věci uskutečněny pouze ex příkazy, takže tento mód zůstává nadále užitečným.
Jádro ex příkazů, které slouží pro překrývání a nahrazování, je nezbytné pro vi. Například ex příkaz obsažený ve vi: %s/XXX/YYY/g nahradí všechny instance XXX instancemi YYY. Znak ‚%‘ znamená každý řádek v souboru. Znak ‚g‘ značí globální a pracuje se všemi instancemi na řádku (pokud není uveden, nahrazuje se pouze první instance na řádku).
Ex má v prostředí HP-UX ekvivalentní nástroj e.

## Přepínače
Ex rozpoznává následující přepínače:
- - : (zastaralé) potlačuje uživatelsky interaktivní zpětnou vazbu
- -s : (pouze XPG4) potlačuje uživatelsky interaktivní zpětnou vazbu
- -l : nastavuje možnosti lisp editoru
- -r : obnovuje specifické soubory po pádu systému
- -R : nastaví režim pouze pro čtení
- -t : upraví soubor obsahující specifický tag
- -v : vyvolá vizuální režim (vi)
- -w : nastaví velikost okna n
- -x : nastaví režim šifrování
- -C : možnosti šifrování
- file : specifikuje soubor, který má být editován